# Dębniaki (Białoruś)
Dębniaki (biał. Дубнякі; ros. Дубняки) – wieś na Białorusi, w obwodzie brzeskim, w rejonie hancewickim, w sielsowiecie Oharewicze.
W dwudziestoleciu międzywojennym leżały w Polsce, w województwie poleskim, w powiecie łuninieckim, w gminie Kruhowicze.
W pobliżu wsi znajdują się rosyjskie instalacje wojskowe stacji radarowej Wołga, należącej do systemu wczesnego ostrzegania.